# Albert Tchernenko
Albert Constantinovitch Tchernenko (en russe : Альберт Константинович Черненко), né le 6 janvier 1935 à Novoselo et mort le 11 avril 2009 à Novossibirsk, était un juriste et philosophe russe. Il était aussi professeur et spécialiste connu de l'histoire de la philosophie et l'histoire du droit.
Il était le fils de Konstantin Tchernenko, secrétaire général du Parti communiste de l'Union soviétique.

## Biographie
Albert Tchernenko est né le 6 janvier 1935 à Novoselo, petit village dans le Kraï de Krasnoïarsk. Fils de Konstantin Tchernenko, secrétaire général du Parti communiste de l'Union soviétique et de sa première femme, Faina Tchernenko.
Il a vécu à Novossibirsk et a eu deux enfants, Dmitriï et Vladimir.
Albert Tchernenko a été secrétaire du comité de la ville de Tomsk et recteur de l'université de Novossibirsk.
En 2006, il a reçu la distinction de maître émérite de la science de la fédération de Russie.
Il est mort le 11 avril 2009 à Novossibirsk, où il est enterré.

## Ses travaux
Pendant la période soviétique, Albert Tchernenko a créé la théorie de "la causalité historique", dans laquelle il se base sur l'application de la méthodologie dialectico-matérialiste. Il y présente un caractère à plusieurs niveaux des liens de cause à effet dans les procédures historiques, ce qui était, à cette époque-là, un pas essentiel dans le développement de la méthodologie soviétique de l'Histoire dans le contexte de la compréhension des faits historiques ["La causalité dans l'histoire", 1983]. "La causalité dans l'histoire" détermine trois niveaux d'"autodéveloppement" dans le processus de la connaissance scientifique : "général" (le mode de production de la formation concrète), "particulier" (la situation historique), "unitaire" (les actions des personnalités historiques).
Albert Tchernenko a écrit plusieurs thèses :
- Thèse d'aspirant : "Les particularités de la causalité dans l'histoire et la dialectique de son étude", 1971.
- Thèse de doctorat : "Les problèmes socio-philosophiques de la théorie de la causalité historique", 1985.
- Thèse de doctorat : "Les aspects théoriques et méthodologiques de la formation du régime juridique de la société", 2006.

Dans la première moitié des années 90, il élabore et argumente la théorie de la "technologie juridique", dans laquelle il utilise la méthodologie de "l'ingénierie sociale" (de Karl Popper). Il fait alors une étude sur les procès sociaux et la réformation de la structure sociale. Le but de la "technologie juridique" est la création d'un régime juridique rationnel et effectif en tenant compte de la nature à plusieurs niveaux de la causalité et la compréhension substantielle du droit. En ce sens, le droit vu comme un phénomène social ne possède pas seulement un aspect extérieur (le milieu social), mais possède aussi le potentiel intérieur de "l'autodéveloppement" contradictoire qui permet d'examiner les phénomènes juridiques dans le contexte des déterminations socio-culturelles (au macroniveau) et des autodéterminations (microniveau). Les problèmes théoriques, méthodologiques et pratiques de l'utilisation de la technologie juridique, dans le processus de la formation d'un régime juridique rationnel et effectif, sont le perfectionnement de la législation et l'application du droit. Ces problèmes sont bien étudiés dans la deuxième thèse de doctorat d'Albert Tchernenko, laquelle a été accueillie avec succès le 26 décembre 2006 à Moscou.
Les travaux principaux de cette période : 
- "La philosophie du droit", 1997.
- "Les alternatives du développement économique et juridique", 2002.
- "La composante et le caractère axiologique de la technologie juridique", 2003.
- "Les problèmes théoriques et méthodologiques de la formation du régime juridique de la société", 2004.
- "La méthodologie de la connaissance du droit et l'État", 2005.
- "Les aspects théoriques et méthodologiques de la formation du régime juridique de la société", 2006 (thèse de doctorat).